# واغن
واغن هي بلدة، في أستراليا، تقع في أستراليا الغربية، بلغ عدد سكانها 1,495  نسمة وذلك حسب إحصائيات سنة 2016، رمزها البريدي هو 6315.

## المناخ
يظهر الجدول التالي التغييرات المناخية على مدار السنة لواغن:
| البيانات المناخية لـواغن                 | البيانات المناخية لـواغن | البيانات المناخية لـواغن | البيانات المناخية لـواغن | البيانات المناخية لـواغن | البيانات المناخية لـواغن | البيانات المناخية لـواغن | البيانات المناخية لـواغن | البيانات المناخية لـواغن | البيانات المناخية لـواغن | البيانات المناخية لـواغن | البيانات المناخية لـواغن | البيانات المناخية لـواغن | البيانات المناخية لـواغن |
| الشهر                                    | يناير                    | فبراير                   | مارس                     | أبريل                    | مايو                     | يونيو                    | يوليو                    | أغسطس                    | سبتمبر                   | أكتوبر                   | نوفمبر                   | ديسمبر                   | المعدل السنوي            |
| ---------------------------------------- | ------------------------ | ------------------------ | ------------------------ | ------------------------ | ------------------------ | ------------------------ | ------------------------ | ------------------------ | ------------------------ | ------------------------ | ------------------------ | ------------------------ | ------------------------ |
| الدرجة القصوى °م (°ف)                    | 44.0 (111.2)             | 43.0 (109.4)             | 40.5 (104.9)             | 37.1 (98.8)              | 33.2 (91.8)              | 24.2 (75.6)              | 22.7 (72.9)              | 26.2 (79.2)              | 31.8 (89.2)              | 37.0 (98.6)              | 40.4 (104.7)             | 43.7 (110.7)             | 44.0 (111.2)             |
| متوسط درجة الحرارة الكبرى °م (°ف)        | 31.1 (88.0)              | 30.4 (86.7)              | 27.7 (81.9)              | 23.7 (74.7)              | 19.4 (66.9)              | 16.4 (61.5)              | 15.3 (59.5)              | 16.1 (61.0)              | 18.2 (64.8)              | 22.0 (71.6)              | 25.8 (78.4)              | 29.2 (84.6)              | 22.9 (73.3)              |
| متوسط درجة الحرارة الصغرى °م (°ف)        | 14.6 (58.3)              | 14.9 (58.8)              | 13.5 (56.3)              | 10.8 (51.4)              | 8.0 (46.4)               | 6.2 (43.2)               | 5.5 (41.9)               | 5.7 (42.3)               | 6.2 (43.2)               | 7.9 (46.2)               | 10.7 (51.3)              | 12.9 (55.2)              | 9.7 (49.5)               |
| أدنى درجة حرارة °م (°ف)                  | 4.2 (39.6)               | 4.6 (40.3)               | 2.4 (36.3)               | 0.1 (32.2)               | −0.7 (30.7)              | −2.2 (28.0)              | −3.0 (26.6)              | −1.3 (29.7)              | −1.4 (29.5)              | −0.5 (31.1)              | 0.0 (32.0)               | 2.4 (36.3)               | −3.0 (26.6)              |
| الهطول مم (إنش)                          | 12.8 (0.50)              | 16.3 (0.64)              | 20.6 (0.81)              | 28.9 (1.14)              | 54.4 (2.14)              | 71.6 (2.82)              | 69.9 (2.75)              | 56.7 (2.23)              | 41.2 (1.62)              | 28.9 (1.14)              | 18.1 (0.71)              | 13.2 (0.52)              | 431.9 (17.00)            |
| متوسط الأيام الممطرة                     | 1.5                      | 1.6                      | 2.2                      | 3.7                      | 6.7                      | 8.9                      | 9.5                      | 8.5                      | 6.7                      | 4.8                      | 2.9                      | 1.6                      | 58.6                     |
| المصدر: Australian Bureau of Meteorology |                          |                          |                          |                          |                          |                          |                          |                          |                          |                          |                          |                          |                          |

## أعلام
- ماي كامبل
- ستيفن هيثكوت